# Cianghella della Tosa
Cianghella della Tosa (Firenze, ... – Firenze, 19 marzo 1339) è, secondo la critica letteraria, la figura storica dietro il personaggio dantesco di Cianghella.

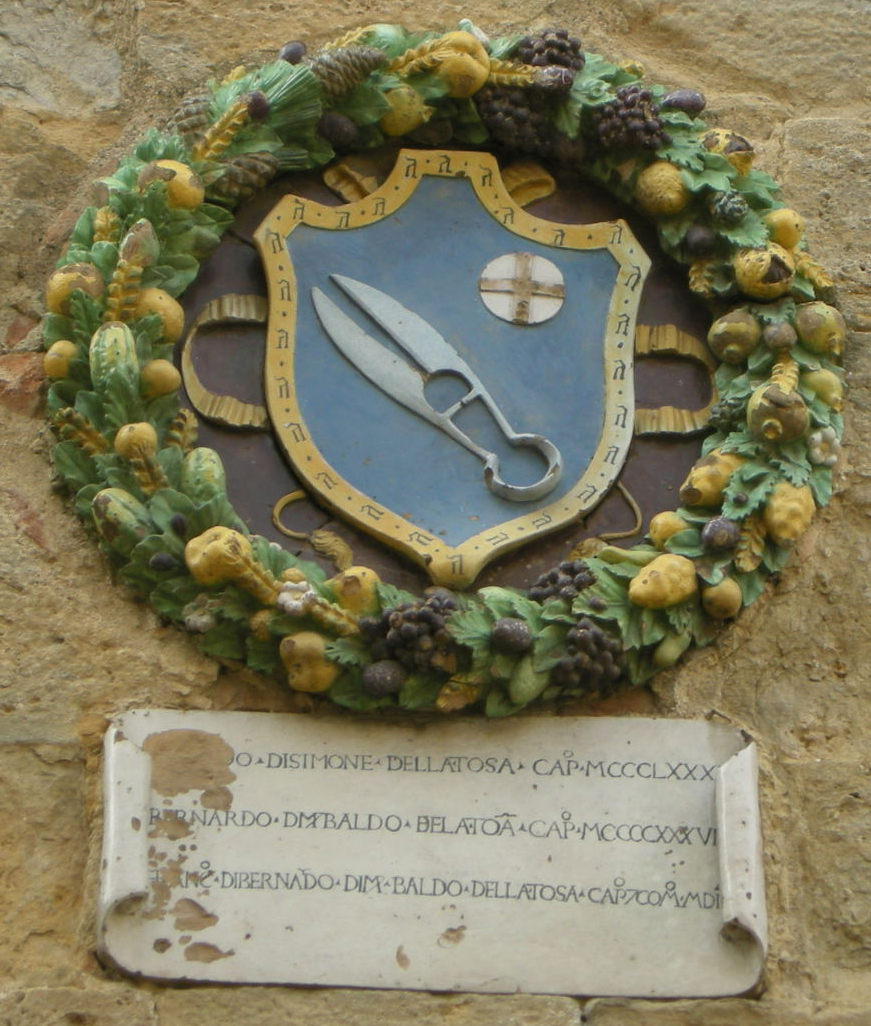
Stemma dei Della Tosa (dal palazzo dei Priori di Volterra).

Era figlia di messer Arrigo della Tosa e cugina di Rosso della Tosa, capo fazione fiorentino dei guelfi di parte nera.
Sposò in seconde nozze Lippo II Alidosi, signore di Imola. Superba, lasciva e sempre pronta alla rissa, forse separatasi dal marito, ritornò alla sua città natale, dove visse nella dissolutezza circondata da diversi amanti.
La sua figura venne citata da Dante nel Paradiso - Canto quindicesimo della Divina Commedia come prototipo della corruzione morale.